# Campionati europei di atletica leggera indoor 2021 - Pentathlon
La gara del pentathlon ai campionati europei di atletica leggera indoor di Toruń 2021 si è svolta il 5 marzo 2021 presso l'Arena Toruń.

## Podio
| Pos.    | Atleta           | Nazionalità |
| ------- | ---------------- | ----------- |
| Oro     | Nafissatou Thiam | Belgio      |
| Argento | Noor Vidts       | Belgio      |
| Bronzo  | Xénia Krizsán    | Ungheria    |

## Record
| Record                | Record                    | Record  | Record                 | Record       |
| --------------------- | ------------------------- | ------- | ---------------------- | ------------ |
| Record del mondo      | Natalija Dobryns'ka       | 5013 p. | Istanbul, Turchia      | 9 marzo 2012 |
| Record europeo        | Natalija Dobryns'ka       | 5013 p. | Istanbul, Turchia      | 9 marzo 2012 |
| Record dei campionati | Katarina Johnson-Thompson | 5000 p. | Praga, Repubblica Ceca | 6 marzo 2015 |

## Programma
| Data         | Ora   | Turno             |
| ------------ | ----- | ----------------- |
| 5 marzo 2021 | 10:00 | 60 metri ostacoli |
| 5 marzo 2021 | 10:52 | Salto in alto     |
| 5 marzo 2021 | 13:05 | Getto del peso    |
| 5 marzo 2021 | 19:00 | Salto in lungo    |
| 5 marzo 2021 | 20:45 | 800 metri piani   |

## Risultati

### 60 metri ostacoli
| Posizione | Batteria | Corsia | Nome             | Nazionalità   | Tempo | Punti | Note                                     |
| --------- | -------- | ------ | ---------------- | ------------- | ----- | ----- | ---------------------------------------- |
| 1         | 2        | 8      | Holly Mills      | Gran Bretagna | 8"22  | 1079  | =                                        |
| 2         | 2        | 5      | Annik Kälin      | Svizzera      | 8"23  | 1077  |                                          |
| 3         | 2        | 4      | Xénia Krizsán    | Ungheria      | 8"27  | 1068  | Miglior prestazione personale            |
| 4         | 2        | 6      | Noor Vidts       | Belgio        | 8"27  | 1068  | Miglior prestazione personale            |
| 5         | 1        | 5      | Nafissatou Thiam | Belgio        | 8"31  | 1059  | Miglior prestazione personale stagionale |
| 6         | 2        | 3      | María Vicente    | Spagna        | 8"31  | 1059  |                                          |
| 7         | 1        | 7      | Ivona Dadic      | Austria       | 8"38  | 1044  | Miglior prestazione personale            |
| 8         | 1        | 3      | Rita Nemes       | Ungheria      | 8"47  | 1024  | Miglior prestazione personale            |
| 9         | 1        | 6      | Nadine Broersen  | Paesi Bassi   | 8"48  | 1021  |                                          |
| 10        | 1        | 4      | Adrianna Sulek   | Polonia       | 8"51  | 1015  | =                                        |
| 11        | 2        | 7      | Célia Perron     | Francia       | 8"57  | 1002  |                                          |
| 12        | 1        | 8      | Paulina Ligarska | Polonia       | 8"67  | 980   | Miglior prestazione personale            |

### Salto in alto
| Class | Atleta            | Nazione       | 1,62 | 1,65 | 1,68 | 1,71 | 1,74 | 1,77 | 1,80 | 1,83 | 1,86 | 1,89 | 1,92 | Ris.   | Punti | Note                                     |
| ----- | ----------------- | ------------- | ---- | ---- | ---- | ---- | ---- | ---- | ---- | ---- | ---- | ---- | ---- | ------ | ----- | ---------------------------------------- |
| 1     | Nafissatou Thiam  | Belgio        | -    | -    | -    | -    | -    | -    | o    | -    | xo   | xo   | xxx  | 1,89 m | 1093  | Miglior prestazione personale stagionale |
| 2     | Noor Vidts        | Belgio        | -    | -    | o    | o    | xo   | o    | xxo  | xo   | xxx  |      |      | 1,83 m | 1016  | Miglior prestazione personale            |
| 3     | Paulina Ligarska  | Polonia       | -    | -    | o    | o    | o    | o    | xo   | xxx  |      |      |      | 1,80 m | 978   | Miglior prestazione personale            |
| 4     | Adrianna Sulek    | Polonia       | -    | -    | o    | o    | o    | o    | xxx  |      |      |      |      | 1,77 m | 941   |                                          |
| 5     | Rita Nemes        | Ungheria      | -    | o    | o    | o    | xo   | o    | xxx  |      |      |      |      | 1,77 m | 941   | Miglior prestazione personale            |
| 5     | María Vicente     | Spagna        | -    | o    | o    | o    | xo   | o    | xxx  |      |      |      |      | 1,77 m | 941   | Miglior prestazione personale            |
| 7     | Xénia Krizsán     | Ungheria      | -    | o    | o    | o    | o    | xo   | xxr  |      |      |      |      | 1,77 m | 941   | Miglior prestazione personale stagionale |
| 8     | Nadine Broersen   | Paesi Bassi   | -    | -    | -    | -    | xo   | xo   | xxx  |      |      |      |      | 1,77 m | 941   |                                          |
| 9     | DADIC Ivona Dadic | Austria       | -    | -    | xxo  | o    | o    | xxo  | xxx  |      |      |      |      | 1,77 m | 941   | Miglior prestazione personale stagionale |
| 10    | Holly Mills       | Gran Bretagna | -    | o    | o    | xo   | xo   | xxx  |      |      |      |      |      | 1,74 m | 903   | Miglior prestazione personale            |
| 11    | Célia Perron      | Francia       | -    | -    | o    | xo   | xxx  |      |      |      |      |      |      | 1,71 m | 867   |                                          |
| -     | Annik Kälin       | Svizzera      |      |      |      |      |      |      |      |      |      |      |      | dns    | -     |                                          |

Classifica parziale dopo la seconda prova
| Posizione | Nome             | Nazionalità   | Punti |
| --------- | ---------------- | ------------- | ----- |
| 1         | Nafissatou Thiam | Belgio        | 2152  |
| 2         | Noor Vidts       | Belgio        | 2084  |
| 3         | Xénia Krizsán    | Ungheria      | 2009  |
| 4         | María Vicente    | Spagna        | 2000  |
| 5         | Ivona Dadic      | Austria       | 1985  |
| 6         | Holly Mills      | Gran Bretagna | 1982  |
| 7         | Rita Nemes       | Ungheria      | 1965  |
| 8         | Nadine Broersen  | Paesi Bassi   | 1962  |
| 9         | Paulina Ligarska | Polonia       | 1958  |
| 10        | Adrianna Sulek   | Polonia       | 1956  |
| 11        | Célia Perron     | Francia       | 1869  |
| -         | Annik Kälin      | Svizzera      | dnf   |

### Getto del peso
| Posizione | Atleta           | Nazione       | 1ª prova | 2ª prova | 3ª prova | Risultati | Punti | Note                          |
| --------- | ---------------- | ------------- | -------- | -------- | -------- | --------- | ----- | ----------------------------- |
| 1         | Nafissatou Thiam | Belgio        | 14,17 m  | 15,16 m  | 15,06 m  | 15,16 m   | 872   |                               |
| 2         | Xénia Krizsán    | Ungheria      | 14,23 m  | 14,34 m  | 14,48 m  | 14,48 m   | 826   | Miglior prestazione personale |
| 3         | Nadine Broersen  | Paesi Bassi   | 13,93 m  | 14,04 m  | x        | 14,04 m   | 797   |                               |
| 4         | Noor Vidts       | Belgio        | 12,64 m  | 13,45 m  | 13,83 m  | 13,83 m   | 783   | Miglior prestazione personale |
| 5         | Rita Nemes       | Ungheria      | x        | 11,69 m  | 13,72 m  | 13,72 m   | 775   | Miglior prestazione personale |
| 6         | Ivona Dadic      | Austria       | 13,43 m  | x        | 13,67 m  | 13,67 m   | 772   |                               |
| 7         | Paulina Ligarska | Polonia       | 13,05 m  | 13,59 m  | 11,41 m  | 13,59 m   | 767   |                               |
| 8         | Holly Mills      | Gran Bretagna | 12,45 m  | 13,22 m  | 12,60 m  | 13,22 m   | 742   |                               |
| 9         | Adrianna Sulek   | Polonia       | 12,24 m  | 12,53 m  | 12,47 m  | 12,53 m   | 696   | Miglior prestazione personale |
| 10        | María Vicente    | Spagna        | 11,55 m  | 12,35 m  | 12,40 m  | 12,40 m   | 688   | Miglior prestazione personale |
| 11        | Célia Perron     | Francia       | 11,17 m  | 11,22 m  | 11,73 m  | 11,73 m   | 643   |                               |
| -         | Annik Kälin      | Svizzera      |          |          |          | dns       | -     |                               |

Classifica parziale dopo la terza prova
| Posizione | Nome             | Nazionalità   | Punti |
| --------- | ---------------- | ------------- | ----- |
| 1         | Nafissatou Thiam | Belgio        | 3024  |
| 2         | Noor Vidts       | Belgio        | 2867  |
| 3         | Xénia Krizsán    | Ungheria      | 2835  |
| 4         | Nadine Broersen  | Paesi Bassi   | 2759  |
| 5         | Ivona Dadic      | Austria       | 2757  |
| 6         | Rita Nemes       | Ungheria      | 2740  |
| 7         | Paulina Ligarska | Polonia       | 2725  |
| 8         | Holly Mills      | Gran Bretagna | 2724  |
| 9         | María Vicente    | Spagna        | 2688  |
| 10        | Adrianna Sulek   | Polonia       | 2652  |
| 11        | Célia Perron     | Francia       | 2512  |
| -         | Annik Kälin      | Svizzera      | dnf   |

### Salto in lungo
| Posizione | Atleta           | Nazione       | 1ª prova | 2ª prova | 3ª prova | Risultati | Punti | Note                          |
| --------- | ---------------- | ------------- | -------- | -------- | -------- | --------- | ----- | ----------------------------- |
| 1         | Nafissatou Thiam | Belgio        | x        | 6,60 m   | 6,54 m   | 6,60 m    | 1040  | Miglior prestazione personale |
| 2         | Noor Vidts       | Belgio        | 6,47 m   | 6,33 m   | 4,39 m   | 6,47 m    | 997   | Miglior prestazione personale |
| 3         | Ivona Dadic      | Austria       | 6,24 m   | x        | 6,30 m   | 6,30 m    | 943   |                               |
| 4         | Célia Perron     | Francia       | 5,71 m   | 6,15 m   | 5,91 m   | 6,15 m    | 896   | Miglior prestazione personale |
| 5         | Paulina Ligarska | Polonia       | 6,03 m   | 6,14 m   | 6,07 m   | 6,14 m    | 893   | Miglior prestazione personale |
| 6         | Holly Mills      | Gran Bretagna | 6,10 m   | 6,09 m   | 6,08 m   | 6,10 m    | 880   | Miglior prestazione personale |
| 7         | Xénia Krizsán    | Ungheria      | 6,10 m   | 5,94 m   | x        | 6,10 m    | 880   | Miglior prestazione personale |
| 8         | Rita Nemes       | Ungheria      | 5,97 m   | x        | x        | 5,97 m    | 840   |                               |
| 9         | Adrianna Sulek   | Polonia       | 5,52 m   | 5,80 m   | 5,72 m   | 5,80 m    | 789   |                               |
| -         | Nadine Broersen  | Paesi Bassi   | x        | x        | x        | nm        | -     |                               |
| -         | María Vicente    | Spagna        | x        | x        | x        | nm        | -     |                               |
| -         | Annik Kälin      | Svizzera      |          |          |          | dns       | -     |                               |

Classifica parziale dopo la quarta prova
| Posizione | Nome             | Nazionalità   | Punti |
| --------- | ---------------- | ------------- | ----- |
| 1         | Nafissatou Thiam | Belgio        | 4064  |
| 2         | Noor Vidts       | Belgio        | 3864  |
| 3         | Xénia Krizsán    | Ungheria      | 3715  |
| 4         | Ivona Dadic      | Austria       | 3700  |
| 5         | Paulina Ligarska | Polonia       | 3618  |
| 6         | Holly Mills      | Gran Bretagna | 3604  |
| 7         | Rita Nemes       | Ungheria      | 3580  |
| 8         | Adrianna Sulek   | Polonia       | 3441  |
| 9         | Célia Perron     | Francia       | 3408  |
| 10        | Nadine Broersen  | Paesi Bassi   | 2759  |
| 11        | María Vicente    | Spagna        | 2688  |
| -         | Annik Kälin      | Svizzera      | dnf   |

### 800 metri piani
| Posizione | Nome             | Nazionalità   | Tempo   | Punti | Note                          |
| --------- | ---------------- | ------------- | ------- | ----- | ----------------------------- |
| 1         | Xénia Krizsán    | Ungheria      | 2'12"49 | 929   | Miglior prestazione personale |
| 2         | Noor Vidts       | Belgio        | 2'12"59 | 927   | Miglior prestazione personale |
| 3         | Holly Mills      | Gran Bretagna | 2'13"59 | 913   |                               |
| 4         | Rita Nemes       | Ungheria      | 2'14"04 | 906   |                               |
| 5         | Célia Perron     | Francia       | 2'14"32 | 902   |                               |
| 6         | Ivona Dadic      | Austria       | 2'15"41 | 887   |                               |
| 7         | Paulina Ligarska | Polonia       | 2'16"88 | 866   | Miglior prestazione personale |
| 8         | Nafissatou Thiam | Belgio        | 2'18"80 | 840   | Miglior prestazione personale |
| 9         | Nadine Broersen  | Paesi Bassi   | 2'51"97 | 797   |                               |
| 10        | Adrianna Sulek   | Polonia       | 2'22"52 | 790   |                               |
| -         | María Vicente    | Spagna        | dns     | -     |                               |

### Classifica finale
| Posizione | Nome             | Nazionalità   | Punti | Note                                     |
| --------- | ---------------- | ------------- | ----- | ---------------------------------------- |
| Oro       | Nafissatou Thiam | Belgio        | 4904  | Miglior prestazione mondiale stagionale  |
| Argento   | Noor Vidts       | Belgio        | 4791  | Miglior prestazione personale            |
| Bronzo    | Xénia Krizsán    | Ungheria      | 4644  | Miglior prestazione personale            |
| 4         | Ivona Dadic      | Austria       | 4587  | Miglior prestazione personale stagionale |
| 5         | Holly Mills      | Gran Bretagna | 4517  |                                          |
| 6         | Rita Nemes       | Ungheria      | 4486  |                                          |
| 7         | Paulina Ligarska | Polonia       | 4484  | Miglior prestazione personale            |
| 8         | Célia Perron     | Francia       | 4310  |                                          |
| 9         | Adrianna Sulek   | Polonia       | 4231  |                                          |
| 10        | Nadine Broersen  | Paesi Bassi   | 3556  |                                          |
| -         | María Vicente    | Spagna        | dnf   |                                          |
| -         | Annik Kälin      | Svizzera      | dnf   |                                          |